# 我願意 (2022年電視劇)
《我願意》（英語：The Amazing Grace of Σ），是2022年播出的台灣電視劇集，由吳洛纓、姜瑞智導演，姚淳耀、吳庚霖 (炎亞綸)主演。本劇圍繞一個虛構的宗教團體「幸福慈光動力會」的教主與旗下教徒的故事。
本劇故事受到數個真實新聞事件啟發，包括台灣輔仁大學心理系性侵案、日本搖滾樂手Toshl被新興宗教團體心靈控制事件以及台灣日月明功虐死案等。

## 播出時間

### 首播
| 平台       | 所在地 | 播出日期              | 播出時間           |
| MOD        | 臺灣   | 2022年7月29日－9月2日 | 每週五20:00上架2集 |
| Hami Video | 臺灣   | 2022年7月29日－9月2日 | 每週五20:00上架2集 |

## 演員

### 主演
| 演員            | 角色     | 登場集數 | 介紹                                                                                 |
| 姚淳耀          | 本生老師 | 1-12     | 新興宗教團體「幸福慈光動力會」創辦人，善於利用言詞與話術讓信徒相信他。               |
| 吳庚霖 (炎亞綸) | 費慕淇   | 1-12     | 藝人，因經紀人自殺以及籌備中的電影資金問題陷入低潮，因緣際會接觸「幸福慈光動力會」。 |

### 聯合主演
| 演員   | 角色   | 登場集數            | 介紹 |
| 柯淑勤 | 詹又雲 | 1-3, 5, 7, 8, 10-12 | 檢察官，負責調查三島長月墜樓原因，開始對幸福慈光動力會產生懷疑。                                                                                         |
| 高慧君 | 秦凱莉 | 1-12                | 紀新與紀美的媽媽、高中輔導老師，多年前跟老公離婚後而加入幸福慈光動力會，現為動力會執行長，被尊稱為師姐，負責養生餐菜單設計。                             |
| 鄒承恩 | 蔡有儒 | 1-12                | 幸福慈光動力會的大帳房兼管理階層，被尊稱為「師兄」，一隻腳微跛，致力於幫動力會尋找各方資金來源。喜歡嘉美。                                               |
| 吳奕蓉 | 譚嘉美 | 2-4, 6-12           | 趙維成的妻子，之前為費慕淇的家政婦，接觸幸福慈光動力會後成為信徒，後在動力會擔任清潔工。目擊本生性虐李蓮心致死，在動力會被本生老師性侵。後段帶孩子自殺。 |
| 楊大正 | 趙維成 | 2-4, 6, 7, 9-12     | 譚嘉美的丈夫，校車司機，多年前車禍肇事導致對方成植物人，賠償問題導致家境陷入困境，且喪失語言能力。                                                       |
| 劉倩妏 | 許書晴 | 2-7, 9-11           | 娛樂記者，為了貼近費慕淇而故意加入幸福慈光動力會，卻越來越相信本生老師。                                                                                 |
| 林暉閔 | 詹明曜 | 1-6, 8, 10-12       | 詹又雲的兒子，高中熱音社成員。紀新的摯友。 |
| 王渝屏 | 李蓮心 | 1-8                 | 高中熱音社成員，家境富裕，但因臉上有大片胎記而遭到同學霸凌，因凱莉老師邀請在幸福慈光動力會找到歸屬感。被本生老師性虐窒息死亡。                           |
| 陳家逵 | 羅權志 | 2, 3, 5, 10-12      | 調查局資深幹員，已婚的他與檢察官詹又雲在交往。 |
| 劉晉瑋 | 紀新   | 1-10                | 秦凱莉的兒子，高中熱音社成員，受不了媽媽的控制欲而屢次發生親子衝突。被本生老師叫教唆毒打致死。                                                           |
| 宸頤   | 紀美   | 1-11                | 秦凱莉的女兒，高中熱音社成員。 |

### 特別演出
| 演員     | 角色     | 登場集數              | 介紹                                                                           |
| 田中千繪 | 三島長月 | 1, 3, 4, 10, 12       | 費慕淇經紀人，在電影劇本會議時無預警跳樓自殺。長期暗戀費慕淇，默默守護他多年。 |
| 林志儒   | 陳祥和   | 12                    | 費慕淇籌備中的電影計畫的製作人，捲款失蹤。被囚禁在莊園內。                     |
| 王渝萱   | 張小璇   | 1-6, 8-11             | 高中地理老師，幸福慈光動力會的信徒。                                           |
| 謝章穎   | 安怡     | 1, 2, 7, 8, 10-12     | 刑事組刑警，為詹又雲檢察官的下屬。                                             |
| 許傑輝   | 馬西     | 1                     | 費慕淇籌備中的電影計畫的導演。                                                 |
| 曹蘭     | 編劇統籌 | 1                     | 費慕淇籌備中的電影計畫的編劇。                                                 |
| 那那大師 | 編劇西瓜 | 1                     | 費慕淇籌備中的電影計畫的編劇。                                                 |
| 夏大寶   | 編劇芭樂 | 1                     | 費慕淇籌備中的電影計畫的編劇。                                                 |
| 范姜泰基 | 林律師   | 11                    | 費慕淇的律師。                                                                 |
| 黃健瑋   | 陳董     | 4, 5, 7               | 投資客，被蔡師兄找來討論投資電影事宜。                                         |
| 高英軒   | Steven   | 5, 7                  | 企業富二代，被蔡師兄找來討論投資電影事宜。                                     |
| 鄭有傑   | 張總     | 7                     | 幫傳媒的總裁，被找來投資電影事宜。                                             |
| 今子嫣   | 嘉美母   | 6, 12                 | 譚嘉美的母親，在酒店上班。                                                     |
| 鄧安寧   | 凱哥     | 8                     | 費慕淇長期合作的音樂製作人，不認同費在加入宗教團體後音樂創作上的轉變。         |
| 隆宸翰   | 酒館老闆 | 8                     | 寄賣費慕淇唱片的酒館老闆。                                                     |
| 都拉斯   | 眼鏡仔   | 9                     | 本生老師的叔叔，因本生弄丟了兩億的毒品加黑吃黑而綁架他。                       |
| 吳信翰   | 黃國維   | 1, 3, 4, 6, 8, 10, 11 | 高中熱音社成員。                                                               |

## 獎項紀錄

### 金鐘獎
| 年份 | 頒獎單位     | 獎項名稱             | 入圍者                      | 結果 |
| ---- | ------------ | -------------------- | --------------------------- | ---- |
| 2023 | 第58屆金鐘獎 | 戲劇節目獎           | 《我願意》                  | 提名 |
| 2023 | 第58屆金鐘獎 | 戲劇類節目創新獎     | 《我願意》                  | 提名 |
| 2023 | 第58屆金鐘獎 | 戲劇節目女主角獎     | 高慧君                      | 提名 |
| 2023 | 第58屆金鐘獎 | 戲劇節目男配角獎     | 楊大正                      | 獲獎 |
| 2023 | 第58屆金鐘獎 | 戲劇節目男配角獎     | 鄒承恩                      | 提名 |
| 2023 | 第58屆金鐘獎 | 戲劇節目女配角獎     | 吳奕蓉                      | 提名 |
| 2023 | 第58屆金鐘獎 | 戲劇類節目美術設計獎 | 鄭予舜                      | 提名 |
| 2023 | 第58屆金鐘獎 | 戲劇類節目造型設計獎 | 王佳惠                      | 提名 |
| 2023 | 第58屆金鐘獎 | 戲劇類節目視覺特效獎 | 陳奕仁、王重治、張朝銘      | 提名 |
| 2023 | 第58屆金鐘獎 | 戲劇配樂獎           | 陳珊妮、Dizparity【葉柏成】 | 提名 |

### 新加坡亞洲影藝創意大獎
| 年份 | 頒獎單位               | 獎項名稱                  | 入圍者     | 結果 |
| ---- | ---------------------- | ------------------------- | ---------- | ---- |
| 2023 | 新加坡亞洲影藝創意大獎 | 最佳串流／OTT原創節目大獎 | 《我願意》 | 提名 |
| 2023 | 新加坡亞洲影藝創意大獎 | 最佳女主角獎              | 高慧君     | 提名 |
| 2023 | 新加坡亞洲影藝創意大獎 | 最佳男配角獎              | 楊大正     | 提名 |
| 2023 | 新加坡亞洲影藝創意大獎 | 最佳女配角獎              | 柯淑勤     | 提名 |
| 2023 | 新加坡亞洲影藝創意大獎 | 最佳女配角獎              | 王渝屏     | 提名 |

## 外部連結
- 我願意的Facebook專頁
- 互联网电影数据库（IMDb）上《我願意》的资料（英文）
- 豆瓣电影上《我願意》的資料 （简体中文）